# Maison Reux
La maison Roux est une maison situé rue des Reymonds, à proximité de la place centrale, à Dieulefit en France.

## Protection
La maison est inscrite au titre des monuments historiques depuis le 24 mai 1988.